# Uborty
Az Uborty (ukránul: Уборть), belarusz nevén Vbarc (Ўбарць) folyó Ukrajna Zsitomiri területének, Emilcsinszki és Olevszki járásában, a Pripjaty jobb oldali mellékfolyója. Egy kisebb szakasza Fehéroroszország Homeli területére esik. Hossza 292 km, vízgyűjtő területe 5820 km², amely a vízzel telített homokos, mocsara poleszjei síkságon helyezkedik el. Átlagos szélessége 10–20 m, legnagyobb szélessége 40 m, esése 0,34 m/km. Közepes vízhozama 23 m³/s. Decemberben befagy. Elsősorban a tavaszi hóolvadásból származó víz táplálja. Március és május között árad. Legnagyobb mellékfolyói a Perha és a Szvidovec. Jelentősebb települése a folyó mentén Lelcsici (Belaruszban) és Olevszk (Ukrajnában).

## Külső hivatkozások
- A folyó a Vodnij turizm Ukrjajini honlapon (ukránul) Archiválva 2008. május 2-i dátummal a Wayback Machine-ben